# 尖吻䱵
尖吻䱵（学名：Oxycirrhites typus）为䱵科尖吻䱵属的鱼类，又名长吻䱵、尖嘴格、格仔。分布于台湾岛等。该物种的栖息深度在10米至100米之间，体长可达13公分，模式产地在红海。

## 扩展阅读
- 維基物種上的相關：尖吻䱵